# Поленица
Поленица је насељено место у општини Сандански у области Благоевград, Бугарска. Према попису из 2021. године блио је 1.267 становника.
Према бугарском географу и историчару, Василу Канчову, у Поленици је 1900. године живело 200 Словена хришћана и 200 Турака.
На попису из 2011 у Поленици је било 1.220 становника.
| Национални састав према попису из 2011.‍ | Национални састав према попису из 2011.‍ | Национални састав према попису из 2011.‍ | Национални састав према попису из 2011.‍ | Национални састав према попису из 2011.‍ |
| --------------------------------------- | --------------------------------------- | --------------------------------------- | --------------------------------------- | --------------------------------------- |
|                                         |                                         |                                         |                                         |                                         |
| Бугари                                  | Бугари                                  |                                         | 1.095                                   | 90%                                     |